# 筒井拓視
筒井 拓視（つつい たくし、1979年9月28日 - ）は、日本の俳優。

## プロフィール
- 身長 176cm
- 血液型 B型
- 出身地 岡山県

## 出演履歴

### 映画
- 2007年　遠くの空に消えた
- 2006年　バブルへGO!!タイムマシンはドラム式
- 2005年　同じ月を見ている
- 2005年　北の零年

### テレビ
- 2006年　火曜ドラマゴールド 「塀の中の懲りない女たち2」
- 2005年　刑事部屋〜六本木おかしな捜査班〜 第8・9話
- 2005年　ワンナイR&R
- 2005年　はぐれ刑事純情派SP

### 舞台
- 2008年　早乙女太一　舞踊ショー 京都祇園甲部歌舞練場
- 2008年　早乙女太一　舞踊劇〜千年の祈り 名古屋名鉄ホール
- 2008年　早乙女太一　舞踊劇〜千年の祈り 東京芸術劇場
- 2008年　早乙女太一　蒼伝説を舞う
- 2008年　下町かぶき組 「劇団龍（ロン）」公演
- 2008年　早乙女太一　新春特別公演 品川プリンスホテル クラブex
- 2007年　「黒猫の接吻」 劇団フールズキャップ
- 2007年　早乙女太一　舞踊劇 〜千年の祈り ル テアトル銀座
- 2007年　早乙女太一　蒼伝説を舞う 東京国際フォーラム
- 2005年　「フライング・ドラゴン・サークル」 劇団フールズキャップ